# Premier Division 2006 (Irlanda)
La stagione 2006 è stata l'ottantaseiesima edizione della League of Ireland, massimo livello del calcio irlandese.

## Stagione

### Avvenimenti
Durante lo svolgimento del torneo ebbe luogo la defezione dell'esordiente Dublin City: il 17 luglio la società, afflitta da problemi economici che di lì a poco ne determineranno la scomparsa, ritirò la propria iscrizione dal campionato vedendosi annullati tutti i risultati fino ad allora conseguiti.
Il campionato, svoltosi quindi in 30 giornate effettive, fu dominato dal Drogheda Utd fino alle prime battute dell'ultima fase, in cui vennero definitivamente sopravanzati da uno Shelbourne finora rimasto a inseguire assieme a Cork City e Derry City. Sebbene in grado di raggiungere la capolista alla penultima giornata, i nordirlandesi conclusero al secondo posto per una peggiore differenza reti, ma guadagnarono il diritto a partecipare alla successiva Champions League poiché lo Shelbourne non era in possesso della licenza UEFA. Di conseguenza, vennero slittati anche gli altri verdetti in chiave europea con il Drogheda Utd ammesso alla Coppa UEFA e il Cork City in Intertoto. La qualificazione alla Coppa UEFA spettò anche al St Patrick's, sconfitta dal Derry City (già qualificato per la Champions League) in finale di coppa nazionale.
La successiva squalifica dello Shelbourne dalla League of Ireland, che malgrado il titolo fu costretto ad iscriversi alla FAI First Division per problemi economici, favorì il ripescaggio dal fondo della classifica del Waterford United, inizialmente retrocesso dopo aver perso il play-out contro un Dundalk successivamente escluso dalla prima divisione per condizioni finanziari non idonee.

## Squadre partecipanti
| Club             | Stagione | Città     | Stadio                           | Stagione precedente           |
| ---------------- | -------- | --------- | -------------------------------- | ----------------------------- |
| Bohemians        | dettagli | Dublino   | Dalymount Park                   | 6º posto in Premier Division  |
| Bray Wanderers   | dettagli | Bray      | Carlisle Grounds                 | 7º posto in Premier Division  |
| Cork City        | dettagli | Cork      | Turners Cross                    | Campione d'Irlanda            |
| Derry City       | dettagli | Derry     | Brandywell Stadium               | 2º posto in Premier Division  |
| Drogheda Utd     | dettagli | Drogheda  | United Park                      | 4º posto in Premier Division  |
| Dublin City      | dettagli | Dublino   | Dalymount Park                   | 2º posto in First Division    |
| Longford Town    | dettagli | Longford  | Flancare Park                    | 5º posto in Premier Division  |
| Shelbourne       | dettagli | Dublino   | Tolka Park                       | 3º posto in Premier Division  |
| Sligo Rovers     | dettagli | Sligo     | The Showgrounds                  | 1º posto in First Division    |
| St Patrick's     | dettagli | Dublino   | Richmond Park                    | 10º posto in Premier Division |
| UCD              | dettagli | Dublino   | Belfield Park                    | 9º posto in Premier Division  |
| Waterford United | dettagli | Waterford | Waterford Regional Sports Centre | 8º posto in Premier Division  |

## Classifica finale
|  | Pos. | Squadra          | Pt | G  | V  | N  | P  | GF | GS | DR  |
|  | ---- | ---------------- | -- | -- | -- | -- | -- | -- | -- | --- |
|  | 1.   | Shelbourne       | 62 | 30 | 18 | 8  | 4  | 60 | 27 | +33 |
|  | 2.   | Derry City       | 62 | 30 | 18 | 8  | 4  | 46 | 20 | +26 |
|  | 3.   | Drogheda Utd     | 58 | 30 | 16 | 10 | 4  | 37 | 23 | +14 |
|  | 4.   | Cork City        | 56 | 30 | 15 | 11 | 4  | 37 | 15 | +22 |
|  | 5.   | Sligo Rovers     | 40 | 30 | 11 | 7  | 12 | 33 | 42 | -9  |
|  | 6.   | UCD              | 38 | 30 | 9  | 11 | 10 | 26 | 26 | 0   |
|  | 7.   | St Patrick's     | 37 | 30 | 9  | 10 | 11 | 32 | 29 | +3  |
|  | 8.   | Longford Town    | 34 | 30 | 8  | 10 | 12 | 23 | 27 | -4  |
|  | 9.   | Bohemians (-3)   | 29 | 30 | 9  | 5  | 16 | 29 | 34 | -5  |
|  | 10.  | Bray Wanderers   | 17 | 30 | 3  | 8  | 19 | 22 | 64 | -42 |
|  | 11.  | Waterford United | 12 | 30 | 2  | 6  | 22 | 20 | 58 | -38 |
|  | ---  | Dublin City      | 15 | 17 | 4  | 3  | 10 | 11 | 24 | -13 |

Legenda:

      Ammessa alla UEFA Champions League 2007-2008.
      Ammesse alla Coppa UEFA 2007-2008
      Ammesse alla Coppa Intertoto 2007
      Retrocesso in FAI First Division 2007.
      Escluso dal campionato
Regolamento:

Tre punti a vittoria, uno a pareggio, zero a sconfitta.
Note:
Il Bohemians ha scontato una penalizzazione di tre punti per aver schierato un giocatore in condizioni non regolari.
Shelbourne insignito del titolo di Campione d'Irlanda, ma retrocesso in First Division per problemi finanziari ed escluso dalla Champions League perché non in possesso della licenza UEFA.
Il Waterford Utd perde i play-out venendo retrocesso ma viene successivamente riammesso in Premier Division 2007 (Irlanda) in seguito del declassamento dello Shelbourne.
Dublin City ritirato dal campionato il 17 luglio 2006.

## Spareggi

### Play-out
La promozione del Dundalk venne revocata poiché le condizioni finanziarie della squadra non soddisfacevano i criteri stabiliti dalla federazione.
|               | Risultati |                  | Luogo e data     |
| ------------- | --------- | ---------------- | ---------------- |
| Dundalk       | 1-1       | Waterford United | 22 novembre 2006 |
| Waterford Utd | 1-2       | Dundalk          | 25 novembre 2006 |
|               |           |                  |                  |

## Statistiche

### Squadre

#### Capoliste solitarie
|    | —— | ——         | ——           | ——           | ——           | ——           | ——           | ——           | ——           | ——           | ——           | ——           | ——  | ——           | ——           | ——           | ——           | ——           | ——  | ——         | ——         | ——         | ——         | ——         | ——         | ——         | ——         | ——         | ——         | ——         | ——  | ——  | —— |  |
|    |    | Derry City | Drogheda Utd | Drogheda Utd | Drogheda Utd | Drogheda Utd | Drogheda Utd | Drogheda Utd | Drogheda Utd | Drogheda Utd | Drogheda Utd | Drogheda Utd |     | Drogheda Utd | Drogheda Utd | Drogheda Utd | Drogheda Utd | Drogheda Utd |     | Derry City | Derry City | Derry City | Shelbourne | Shelbourne | Shelbourne | Shelbourne | Shelbourne | Shelbourne | Shelbourne | Shelbourne |     |     |    |  |
|    |    |            |              |              |              |              |              |              |              |              |              |              |     |              |              |              |              |              |     |            |            |            |            |            |            |            |            |            |            |            |     |     |    |  |
|    |    |            |              |              |              |              |              |              |              |              |              |              |     |              |              |              |              |              |     |            |            |            |            |            |            |            |            |            |            |            |     |     |    |  |
| 1ª | 2ª | 3ª         | 4ª           | 5ª           | 6ª           | 7ª           | 8ª           | 9ª           | 10ª          | 11ª          | 12ª          | 13ª          | 14ª | 15ª          | 16ª          | 17ª          | 18ª          | 19ª          | 20ª | 21ª        | 22ª        | 23ª        | 24ª        | 25ª        | 26ª        | 27ª        | 28ª        | 29ª        | 30ª        | 31ª        | 32ª | 33ª |    |  |

#### Primati stagionali
Squadre
- Maggior numero di vittorie: Shelbourne e Derry City (18)
- Minor numero di sconfitte: Shelbourne, Derry City, Drogheda United e Cork City (4)
- Miglior attacco: Shelbourne (60)
- Miglior difesa: Cork City (15)
- Miglior differenza reti: Shelbourne (+33)
- Maggior numero di pareggi: Cork City e St. Patrick's (11)
- Minor numero di vittorie: Waterford Utd (2)
- Maggior numero di sconfitte: Waterford Utd (22)
- Peggiore attacco: Waterford Utd (20)
- Peggior difesa: Bray Wanderers (64)
- Peggior differenza reti: Bray Wanderers (-42)

### Individuali

#### Classifica marcatori
| Gol |  |  | Giocatore        | Squadra        |
| --- |  |  | ---------------- | -------------- |
| 15  |  |  | Jason Byrne      | Shelbourne     |
| 12  |  |  | Glen Crowe       | Shelbourne     |
| 11  |  |  | Declan O'Brien   | Drogheda Utd   |
| 11  |  |  | Roy O'Donovan    | Cork City      |
| 9   |  |  | Mark Farren      | Cork City      |
| 8   |  |  | Ciarán Martyn    | Derry City     |
| 8   |  |  | Gary O'Neill     | Shelbourne     |
| 7   |  |  | Andrei Georgescu | Bray Wanderers |
| 7   |  |  | Darren Mansaram  | Sligo Rovers   |
| 7   |  |  | Conor Sammon     | UCD            |